# Martin Eurlings
Martinus Joannus Antonius (Martin) Eurlings (Valkenburg, 16 juni 1946) is een Nederlands politicus. Hij is lid van het Christen-Democratisch Appèl (CDA) en maakte van 1995 tot 2007 deel uit van de Gedeputeerde Staten van de provincie Limburg. 

## Opleiding en werk
Eurlings volgde een opleiding tot onderwijzer aan de kweekschool in Heerlen en werd daar later leraar en directeur. In 1982 werd hij gekozen in de gemeenteraad van Valkenburg aan de Geul, van 1986 tot 1990 was hij daar wethouder en locoburgemeester. In 1991 werd hij lid van de Provinciale Staten van Limburg en een jaar later fractievoorzitter. Van 18 april 1995 tot 13 april 2007 was Eurlings gedeputeerde, verantwoordelijk voor onder meer economische zaken, toerisme, midden- en kleinbedrijf, arbeidsmarktbeleid en Maastricht Aachen Airport. Vanaf 1 juni 2007 was Eurlings waarnemend burgemeester van de gemeente Valkenburg aan de Geul, vanaf 29 februari 2008 is hij voor een periode van zes jaar volwaardig burgemeester van deze gemeente. Zijn geboorteplaats Valkenburg is in deze gemeente gelegen. Op 1 juli 2016 volgde ontslag als kroonbenoemde burgemeester omdat hij de maand ervoor 70 jaar geworden was. Hij bleef echter wel aan als waarnemend burgemeester. Op 1 maart 2017 nam Jan Schrijen de functie van waarnemend burgemeester over van Eurlings.

## Persoonlijk
Eurlings is getrouwd, heeft vier zonen en woont in zijn geboortestad Valkenburg. Hij is de vader van oud-minister van Verkeer en Waterstaat Camiel Eurlings.